# Wesley (Iowa)
Wesley è un comune degli Stati Uniti d'America, situato nello Stato dell'Iowa, nella contea di Kossuth.